# Clairette de Bellegarde
Une clairette de Bellegarde est un vin blanc d'appellation d'origine contrôlée, jouxtant les costières-de-nîmes.

## Histoire

### Antiquité
Au milieu du VIIIe siècle avant notre ère, les Grecs de Rhodes s’installent sur la côte méditerranéenne de ce qui n’est pas encore la Gaule. Ils donnent leur nom au Rhône (Rhodano) et fondent les cités d’Hérakléa (Saint-Gilles-du-Gard) et de Rhodanousia (en face d’Arles). Le gouverneur romain Fonteius profite de son mandat pour attribuer les territoires rhodaniens des Volques Arécomices aux colons grecs de Massilia.  L’affaire fait grand bruit et Cicéron, lui-même, fut obligé de défendre son indélicat collègue. 
En 19 avant notre ère, les légionnaires, vétérans de la campagne égyptienne, sont installés à Nemausus (Nîmes). César Auguste est le donateur des remparts et des portes de la Colonia Augusta Nemausus et son gendre Agrippa, le commanditaire de la Maison Carrée. 
Après l’annulation du décret d’interdiction sur les vignes en Gaule, en 280, Cassius Severanius, gouverneur de la Narbonnaise, ordonne de replanter massivement le vignoble du «pagus nemensis ».

### Moyen Âge
En 679, dans l’antique cité d’Hérakléa, Gilles vit en ermite avec sa biche. Les fils de Wamba, le roi des Wisigoths, la force. Mais leurs chiens refusent de l’attaquer. Averti du « miracle », le roi se rend sur place et décide, à la demande du moine, la construction d’une abbaye qui donnera naissance à Saint-Gilles du Gard. Au Moyen Âge, elle devient le siège de la principale commanderie de langue d’oc des Hospitaliers de l'ordre de Saint-Jean de Jérusalem. Ceux-ci sont à l'origine du développement du vignoble.
Au XIVe siècle, les vins de Saint-Gilles, de Nîmes et de la Costière sont parmi les plus prisés de la Cour pontificale d’Avignon. Jean XXII fait venir son « vin nouveau » de Saint-Gilles, Nîmes et Beaucaire. Quand en 1367 Urbain V quitte Avignon pour Rome, il se fait envoyer par le port d’Arles une cargaison de vin de Nîmes et de Beaune. De retour en Avignon, Grégoire XI fit lui aussi approvisionner ses celliers par les vins de la Costière.
Si durant tout le Moyen Âge les vins provenant de ce terroir furent considérés à l'égal de ceux de Beaune, c'est qu'ils étaient produits avec un cépage exceptionnel, le mourvèdre, appelé alors plant de Saint-Gilles.

### Période moderne

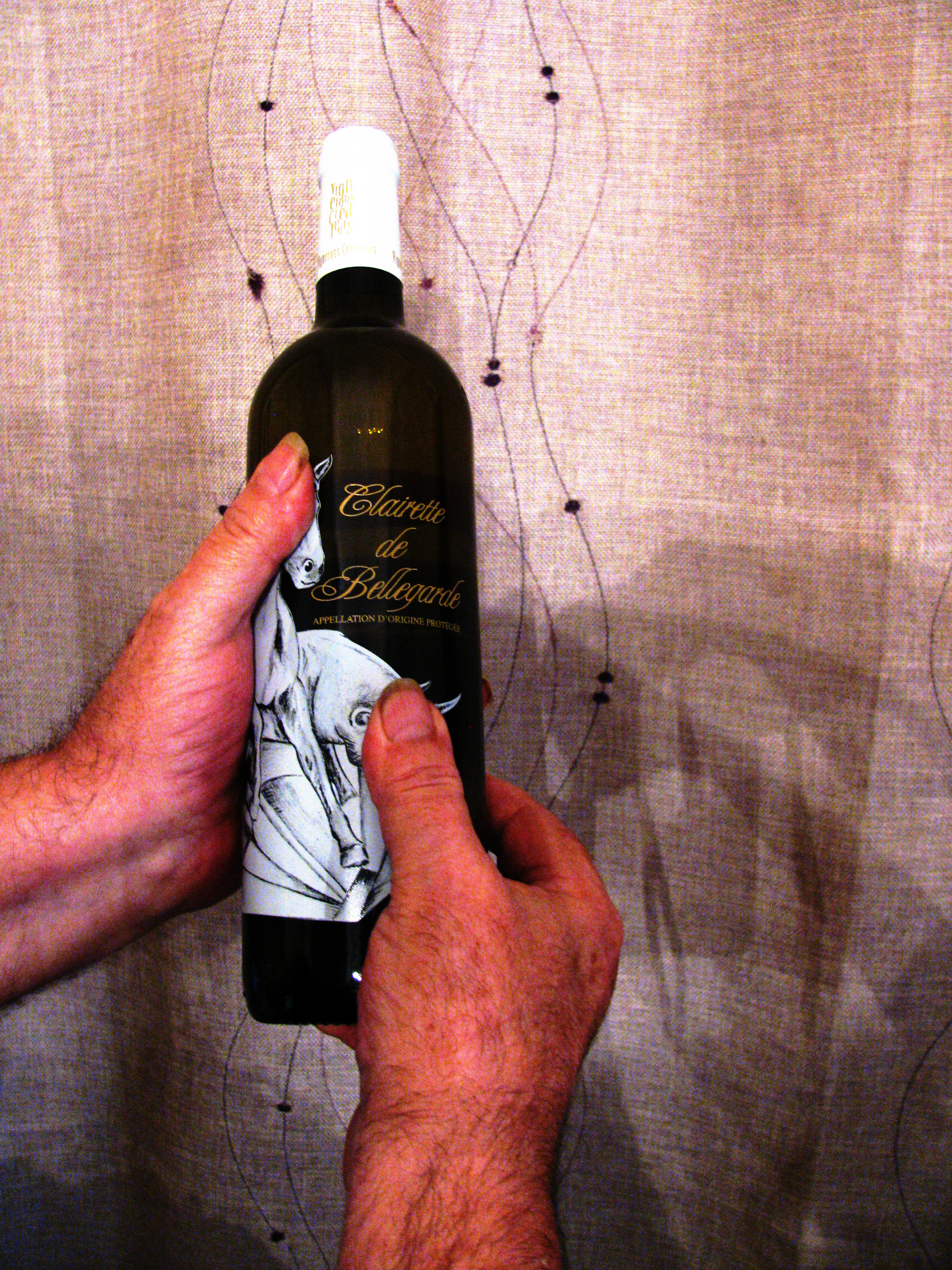
Château de Bellegarde.

### Période contemporaine
Les vins de ce terroir viticole ont été classés en AOC le 28 juin 1949.

## Étymologie
Le nom de cette AOC vient du Castrum Bellae-Gardae, toponyme attesté dès 1208. Il est composé du mot germanique wart « garde, tour de garde » qui a été latinisé en warda (d'où l'occitan garda) ou en wardia (d'où l'occitan gardia, accentué sur la première syllabe. Ces termes ont nommé de nombreux lieux-dits plus tardivement par l'intermédiaire de l'occitan garda, gardia « lieu élevé où l'on peut observer ». Avec un adjectif épithète, garda a servi à nommer, à l'époque féodale, Bella Garda.

## Situation géographique
Le vignoble est situé aux portes de la Camargue, à mi-chemin entre Beaucaire et Saint-Gilles, à 17 km de Nîmes et 15 km d'Arles. 

### Géologie
Le vignoble est implanté sur un sol caillouteux appelé localement gress.

### Climatologie
Le climat de ce terroir est soumis à un rythme à quatre temps : deux saisons sèches (une brève en hiver, une très longue et accentuée en été), deux saisons pluvieuses, en automne (pluies abondantes et brutales) et au printemps. Sa spécificité est son climat méditerranéen qui constitue un atout exceptionnel :
- le mistral assainit le vignoble ;
- la saisonnalité des pluies est très marquée ;
- les températures sont très chaudes pendant l'été.

La moyenne des températures les plus basses de l'ensemble de l'année 2007 est de 10,4 °C. La moyenne des températures les plus élevées de cette même année 2007 est de 19,9 °C. Les quatre mois de juin, juillet, août et septembre, toujours de l'année 2007 donnent une moyenne de 28,5 °C. En été des pics réguliers à plus de 35 °C ne sont pas exceptionnels. Météo France a relevé la température là plus élevée à 40,6 °C le 1er août 1947 (Sur la période 1971 - 2000).
| Mois                              | jan.  | fév.  | mars  | avril | mai   | juin  | jui.  | août  | sep.  | oct.  | nov.  | déc. | année   |
| --------------------------------- | ----- | ----- | ----- | ----- | ----- | ----- | ----- | ----- | ----- | ----- | ----- | ---- | ------- |
| Température minimale moyenne (°C) | 2,4   | 3,4   | 5,1   | 7,8   | 11,2  | 14,9  | 17,7  | 17,2  | 14,7  | 10,8  | 5,9   | 3    | 9,5     |
| Température moyenne (°C)          | 6,3   | 7,7   | 9,9   | 12,8  | 16,6  | 20,5  | 23,7  | 23    | 20    | 15,4  | 10    | 6,9  | 14,4    |
| Température maximale moyenne (°C) | 10,3  | 11,9  | 14,7  | 17,8  | 21,9  | 26,2  | 29,8  | 28,9  | 25,3  | 20    | 14    | 10,7 | 19,3    |
| Ensoleillement (h)                | 143,5 | 147,4 | 203,1 | 227,6 | 267,8 | 310,2 | 353,8 | 315,3 | 236,6 | 186,8 | 143,9 | 133  | 2 668,9 |
| Précipitations (mm)               | 67,7  | 70,7  | 55,9  | 59,2  | 60,9  | 38,6  | 25,3  | 51,6  | 66,8  | 131,9 | 69,2  | 64,1 | 761,9   |

## Vignoble

### Présentation
Le vignoble s'étend sur la commune de Bellegarde.

### Encépagement

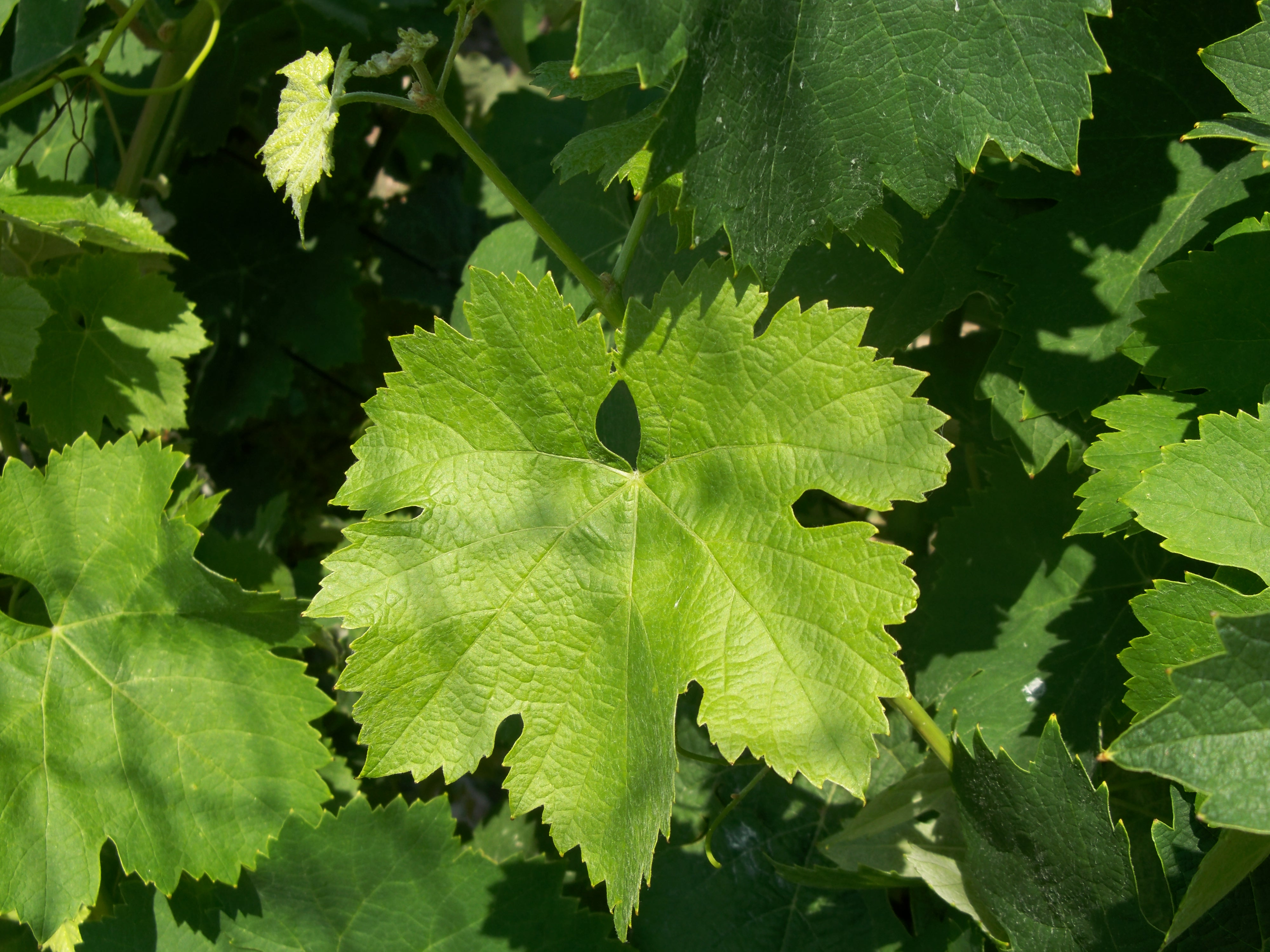
Feuille de clairette B.

Le seul cépage autorisé est la clairette.

### Terroir et vins
La composition du sol, alliée à l'ensoleillement  exceptionnel, permet aux eaux de pluie de s'infiltrer dans la couche de cailloux, de se rassembler dans les ravinements des terrains imperméables sous-jacents et de former une nappe phréatique discontinue. 
Cette disposition offre à la vigne une alimentation en eau régulière tout au long de l'année, évitant ainsi aux ceps la sécheresse estivale. Les galets servent également la vigne, ils emmagasinent la chaleur du soleil pendant la journée et la restitue pendant la nuit.

### Les millésimes
Ils correspondent à ceux du vignoble de la vallée du Rhône. Ils sont notés : année exceptionnelle , grande année , bonne année ***, année moyenne **, année médiocre *.
| Caractéristiques | Article de qualité | ***                | ***                | Bon article        | Article de qualité | Bon article        | Bon article        | ***                | Bon article | Bon article        |
| Millésimes 1990 | 1999               | 1998               | 1997               | 1996               | 1995               | 1994               | 1993               | 1992               | 1991        | 1990               |
| Caractéristiques | ***                | ***                | **                 | ***                | Bon article        | **                 | **                 | **                 | ***         | Article de qualité |
| Millésimes 1980 | 1989               | 1988               | 1987               | 1986               | 1985               | 1984               | 1983               | 1982               | 1981        | 1980               |
| Caractéristiques | Article de qualité | Article de qualité | Bon article        | ***                | Article de qualité | **                 | Bon article        | ***                | Bon article | Article de qualité |
| Millésimes 1970 | 1979               | 1978               | 1977               | 1976               | 1975               | 1974               | 1973               | 19722              | 1971        | 1970               |
| Caractéristiques | Bon article        | Article de qualité | Bon article        | **                 | ***                | Bon article        | ***                | **                 | **          | Article de qualité |
| Millésimes 1960 | 1969               | 1968               | 1967               | 1966               | 1965               | 1964               | 1963               | 1962               | 1961        | 1960               |
| Caractéristiques | **                 | *                  | Article de qualité | Article de qualité | ***                | ***                | **                 | **                 | ***         | Article de qualité |
| Millésimes 1950 | 1959               | 1958               | 1957               | 1956               | 1955               | 1954               | 1953               | 1952               | 1951        | 1950               |
| Caractéristiques | Bon article        | Bon article        | Article de qualité | Bon article        | Bon article        | ***                | Bon article        | Article de qualité | **          | Article de qualité |
| Millésimes 1940 | 1949               | 1948               | 1947               | 1946               | 1945               | 1944               | 1943               | 1942               | 1941        | 1940               |
| Caractéristiques | Article de qualité | Article de qualité | Article de qualité | Bon article        | Article de qualité | **                 | Article de qualité | Bon article        | **          | **                 |
| Millésimes 1930 | 1939               | 1938               | 1937               | 1936               | 1935               | 1934               | 1933               | 1932               | 1931        | 1930               |
| Caractéristiques | *                  | Bon article        | Bon article        | ***                | **                 | Article de qualité | Article de qualité | **                 | **          | **                 |
| Millésimes 1920 | 1929               | 1928               | 1927               | 1926               | 1925               | 1924               | 1923               | 1922               | 1921        | 1920               |
| Caractéristiques | Article de qualité | Article de qualité | **                 | Bon article        | **                 | Bon article        | Bon article        | **                 | Bon article | Bon article        |
| Sources : Yves Renouil (sous la direction), Dictionnaire du vin, Éd. Féret et fils, Bordeaux, 1962 ; Alexis Lichine, Encyclopédie des vins et alcools de tous les pays, Éd. Robert Laffont-Bouquins, Paris, 1984, Les millésimes de la vallée du Rhône & Les grands millésimes de la vallée du Rhône |                    |                    |                    |                    |                    |                    |                    |                    |             |                    |

Soit sur 90 ans, 24 années exceptionnelles, 26 grandes années, 16 bonnes années, 22 années moyennes et 2 années médiocres.

### Type de vins et gastronomie
Ce vin blanc sec élaboré uniquement à base de clairette est apte à vieillir. Traditionnellement il est consommé en accompagnement d'un plateau de fruits de mer, de poissons ou de fromage de chèvre. Il se boit frais entre 7° et 8°.

### Commercialisation

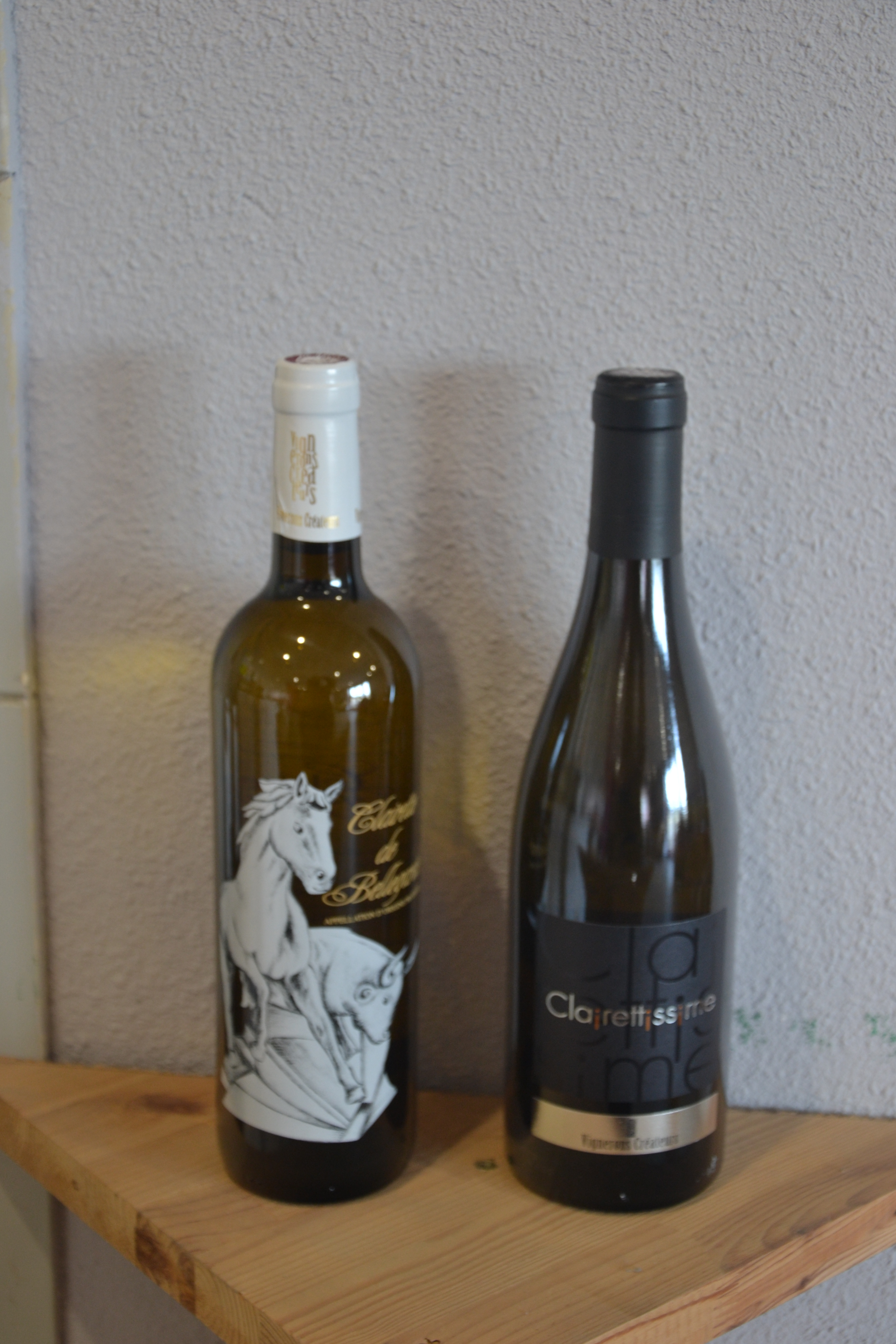
Deux bouteilles de clairette.

## Les principaux producteurs de l'appellation

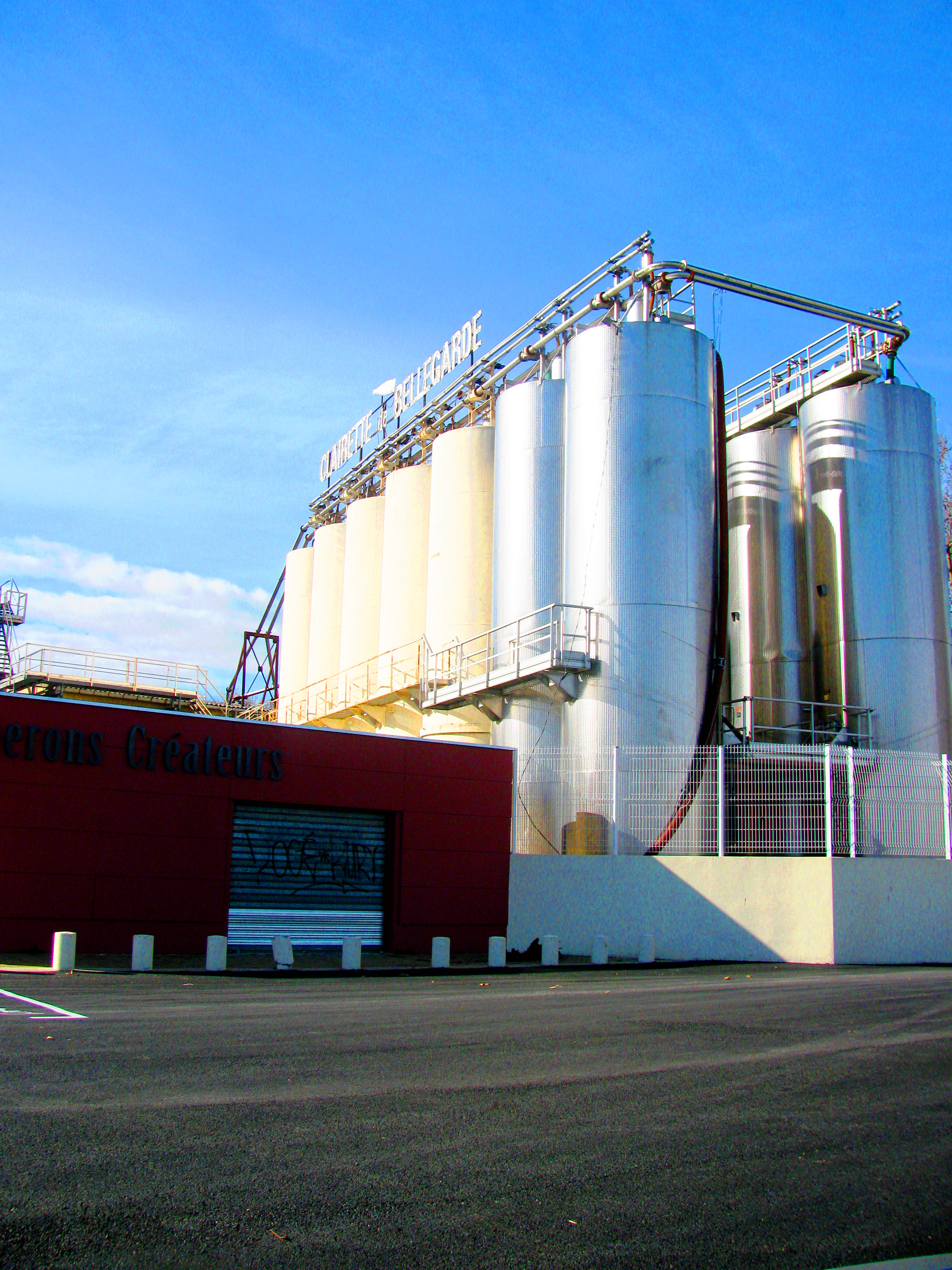
Caveau de dégustation et cuves de stockage de la cave coopérative de Bellegarde.